# Militärische ingenieurtechnische Universität

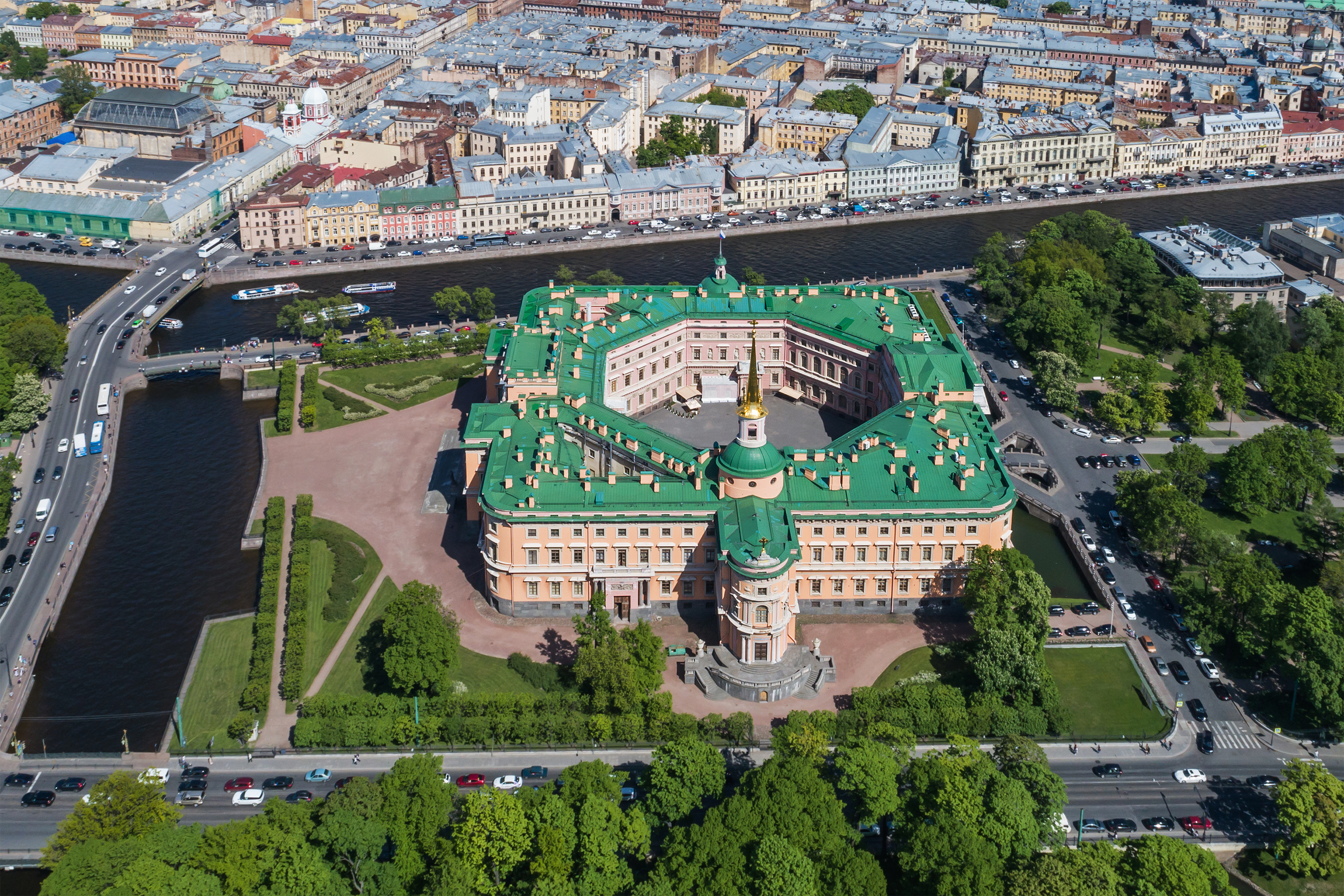
Ehemaliger Sitz der VITU, Ingenieursschloss (bzw. Michaelsburg) St. Petersburg (vormals Wohnsitz des Zaren Paul I., wo er 1801 ermordet wurde). Heute eine Außenstelle des Russischen Museums.

Die militärische ingenieurtechnische Universität Sankt Petersburg (russisch Санкт-Петербургский Военный инженерно-технический университет, kurz ВИТУ/VITU) ist eine technische Universität in Sankt Petersburg und gilt als eine der ersten polytechnischen militärischen Universitäten in Russland. Sie befindet sich im historischen Stadtkern unweit von Ingenieurs-Schloss, Sommergarten, Taurischen Palais und Suworow-Museum.

## Geschichte
Die Geschichte dieser Militärakademie reicht bis in das Jahr 1810 zurück. Es war das erste höhere Bildungsinstitut für Ingenieure in Russland. Damals wurde eine militärische Ingenieursschule gegründet, die 1855 in Nikolajewski-Militärakademie für Ingenieurswesen umbenannt wurde. Weitere Umbenennungen folgten 1917 (Militärakademie für Pioniertruppen), 1923 (Militärakademie für Pionierwesen und Elektrotechnik), 1925 (Militärtechnische Fakultät der staatlichen polytechnischen Universität Sankt Petersburg). Ihren heutigen Namen trägt die Einrichtung seit 1997.

## Berühmte Absolventen und Professoren
- Leonid Artamonow war ein Militärberater des Kaisers von Äthiopien
- Fjodor Michailowitsch Dostojewski gilt als einer der bedeutendsten russischen Schriftsteller
- Dmitri Wassiljewitsch Grigorowitsch war ein russischer volkstümlicher Schriftsteller. Er galt als eine bedeutende Figur in Russlands Literaturkreisen des 19. Jahrhunderts sowie als ein Mentor des Schriftstellers und Dramatikers Anton Tschechow.
- Konstantin Petrowitsch von Kaufmann war ein General der russischen Armee und 1867 zum Militärgouverneur von Turkestan ernannt.
- Dmitri Iwanowitsch Mendelejew war ein russischer Chemiker
- Leonid Witaljewitsch Kantorowitsch war ein sowjetischer Mathematiker und Ökonom. Ihm wurde 1975 der Wirtschaftsnobelpreis verliehen. Diesen teilte er mit Tjalling Koopmans für „Die Beiträge zur Theorie für die optimale Zuteilung von Betriebsmitteln“
- César Cui war ein russischer Komponist, Musikkritiker und Offizier (Militäringenieur) der russischen Armee mit französischen Vorfahren väterlicherseits.
- Michail Ostrogradski war ein russischer Mathematiker
- Graf Eduard Iwanowitsch Totleben war General der russischen Armee deutschbaltischer Herkunft. Er wurde vor allem durch seine Errungenschaften auf dem Gebiet des Festungsbaus und des Pionierwesens bekannt.
- Boris Grigorjewitsch Galjorkin war ein sowjetischer Ingenieur und Mathematiker
- Iwan Michailowitsch Setschenow war ein russischer Physiologe.
- Pawel Nikolajewitsch Jablotschkow war ein russischer Ingenieur und Erfinder.
- Nikolai Nikolajewitsch Romanow war ein russischer General und Großfürst aus der Zarenfamilie Romanow. Er war Oberbefehlshaber der russischen Streitkräfte im Ersten Weltkrieg.
- Wladimir Senonowitsch Mai-Majewski war ein russischer Armeegeneral im Ersten Weltkrieg und Kommandeur in der Weißen Armee im Russischen Bürgerkrieg.
- Dmitri Dmitrijewitsch Maksutow (1896–1964) war ein Optiker und der Erfinder des nach ihm benannten Maksutov-Teleskops. Er organisierte ab 1930 das Laboratorium für astronomische Optik im Staatlichen Optischen Institut der UdSSR.
- Alexander Iljitsch Dutow war Führer der Kosakeneinheiten, die während des russischen Bürgerkriegs im Ural auf Seiten der Weißen kämpften. Seit 1919 bekleidete er den Rang eines Generalleutnants.
- Peter Karlowitsch von Uslar war ein russischer Ingenieur, Sprachforscher und Offizier deutscher Abstammung.
- Alexei Andrejewitsch Poliwanow war ein russischer General und während des Ersten Weltkrieges zeitweise Kriegsminister.
- Leonid Kapiza war ein russischer Ingenieur und Vater von Pjotr Leonidowitsch Kapiza.
- Ignati Brjantschaninow war von 1857 bis 1861 Bischof in Stawropol.